# Deinopis mediocris
Deinopis mediocris är en spindelart som beskrevs av Kulczynski 1908. Deinopis mediocris ingår i släktet Deinopis och familjen Deinopidae. Inga underarter finns listade i Catalogue of Life.